# Ermita de San Juan (Montañana)
La ermita de San Juan de Montañana es una ermita románica de los siglos XII-XIII que se encuentra dentro del municipio español de Puente de Montañana, dentro de la Ribagorza, provincia de Huesca, Aragón. 

## Arquitectura
Su planta es una nave y un ábside cilíndrico. Dispone de espadaña de tres ojos sobre la fachada occidental que contiene la puerta principal, si bien también tiene otra de cara sur, probablemente la original.
La puerta oeste es de medio punto con cuatro arquivoltas y capiteles historiados con el extradós que sobresale. Los capiteles de las arquivoltas contienen escenas de la vida de San Juan Bautista y del nacimiento y adoración de Cristo. En la arcada interior figura grabada una cruz de Jerusalén entre motivos lunares, símbolo de las milicias autores del edificio.
Tuvo dos capillas laterales, actualmente eliminadas.